# Martino Gomiero
Martino Gomiero (Teolo, 7 dicembre 1924 – Sarmeola, 20 novembre 2009) è stato un vescovo cattolico italiano.

## Biografia

### Ministero episcopale
Il 5 giugno 1982 papa Giovanni Paolo II lo nominò vescovo di Velletri e Segni; succedette a Dante Bernini, precedentemente nominato vescovo di Albano. L'11 luglio successivo ricevette l'ordinazione episcopale, nel duomo di Monselice, dal cardinale Sebastiano Baggio, co-consacranti il vescovo Girolamo Bartolomeo Bortignon e l'arcivescovo Filippo Franceschi. Il 19 settembre prese possesso della diocesi.
Il 30 settembre 1986, con il decreto Instantibus votis della Congregazione per i vescovi, diventò primo vescovo di Velletri-Segni.
Il 7 maggio 1988 lo stesso papa lo nominò vescovo di Adria-Rovigo; succedette a Giovanni Sartori, precedentemente nominato arcivescovo metropolita di Trento.
L'11 ottobre 2000 papa Giovanni Paolo II accolse la sua rinuncia, presentata per raggiunti limiti d'età, gli succedette Andrea Bruno Mazzocato, del clero di Treviso.
Da vescovo emerito si trasferì a Sarmeola, frazione di Rubano, nella periferia di Padova all'Opera della Provvidenza Sant'Antonio, nello stesso luogo dove svolse il suo apostolato per undici anni. Lì si spense il 20 novembre 2009, all'età di 84 anni. Dopo le esequie, celebrate il 23 novembre dal vescovo Lucio Soravito De Franceschi nel duomo di Rovigo, fu sepolto nel cimitero di Castelnuovo di Teolo, suo paese natale.

## Genealogia episcopale
La genealogia episcopale è:
- Cardinale Scipione Rebiba
- Cardinale Giulio Antonio Santori
- Cardinale Girolamo Bernerio, O.P.
- Arcivescovo Galeazzo Sanvitale
- Cardinale Ludovico Ludovisi
- Cardinale Luigi Caetani
- Cardinale Ulderico Carpegna
- Cardinale Paluzzo Paluzzi Altieri degli Albertoni
- Papa Benedetto XIII
- Papa Benedetto XIV
- Cardinale Enrico Enriquez
- Arcivescovo Manuel Quintano Bonifaz
- Cardinale Buenaventura Córdoba Espinosa de la Cerda
- Cardinale Giuseppe Maria Doria Pamphilj
- Papa Pio VIII
- Papa Pio IX
- Cardinale Alessandro Franchi
- Cardinale Giovanni Simeoni
- Cardinale Antonio Agliardi
- Cardinale Basilio Pompilj
- Cardinale Adeodato Piazza, O.C.D.
- Cardinale Sebastiano Baggio
- Vescovo Martino Gomiero